# Web for Schools
Het Web for Schools -project werd door de Europese Commissie gefinancierd als onderdeel van het ESPRIT programme en liep van 1996-03-01 tot 1998-02-28. Het was een transformerend project dat de basis vormde voor de acceptatie van het World Wide Web in Europese scholen.
De eerste inspiratie kwam van Robert Cailliau, een Belgische computerwetenschapper die samen met Tim Berners-Lee het World Wide Web ontwikkelde. Het Web for Schools-project startte met als doel bij te dragen aan de totstandkoming van de informatiemaatschappij door de weg te effenen voor een gemeenschap van leraren over heel Europa, uiteindelijk groot genoeg voor autonome groei. Over negen maanden werden er trainingssessies en evenementen georganiseerd, waarbij leraren werd aangeleerd om elektronisch educatief materiaal te gebruiken en te ontwikkelen in eenvoudige HTML met behulp van een eenvoudige teksteditor, de enige betaalbare tool voor het maken van websites in die tijd. Hierna creëerden leerkrachten meer dan 70 internationale educatieve samenwerkingsprojecten die resulteerden in een exponentiële groei in Europa van lerarengemeenschappen en educatieve activiteiten op het World Wide Web. Een centrale website ondersteunde deze training, de daaruit voorkomende internationale projecten, en de ontwikkeling van een netwerk van leraren.
Meer dan 170 scholen uit Europa werden geselecteerd voor deze eerste stap in een campagne voor de integratie van informatie- en communicatietechnologie (ICT) in het onderwijs. Binnen enkele maanden werden meer dan 700 leraren professioneel opgeleid om op internet te werken en om internationaal samen te werken in themagroepen om educatief materiaal te ontwikkelen. Een conferentie met vertegenwoordigers van 170 scholen werd georganiseerd in Brussel. Leraren leerden meer over verschillende aspecten van het ontwikkelen van materiaal voor het World Wide Web en hadden de mogelijkheid om verschillende onderwijsprojecten op te zetten en/of uit te werken. De bijeenkomst bood een forum voor leraren om elkaar te ontmoeten, hun resultaten op het web te presenteren en ideeën uit te wisselen over de projecten.